# Pfarrkirche Stronsdorf

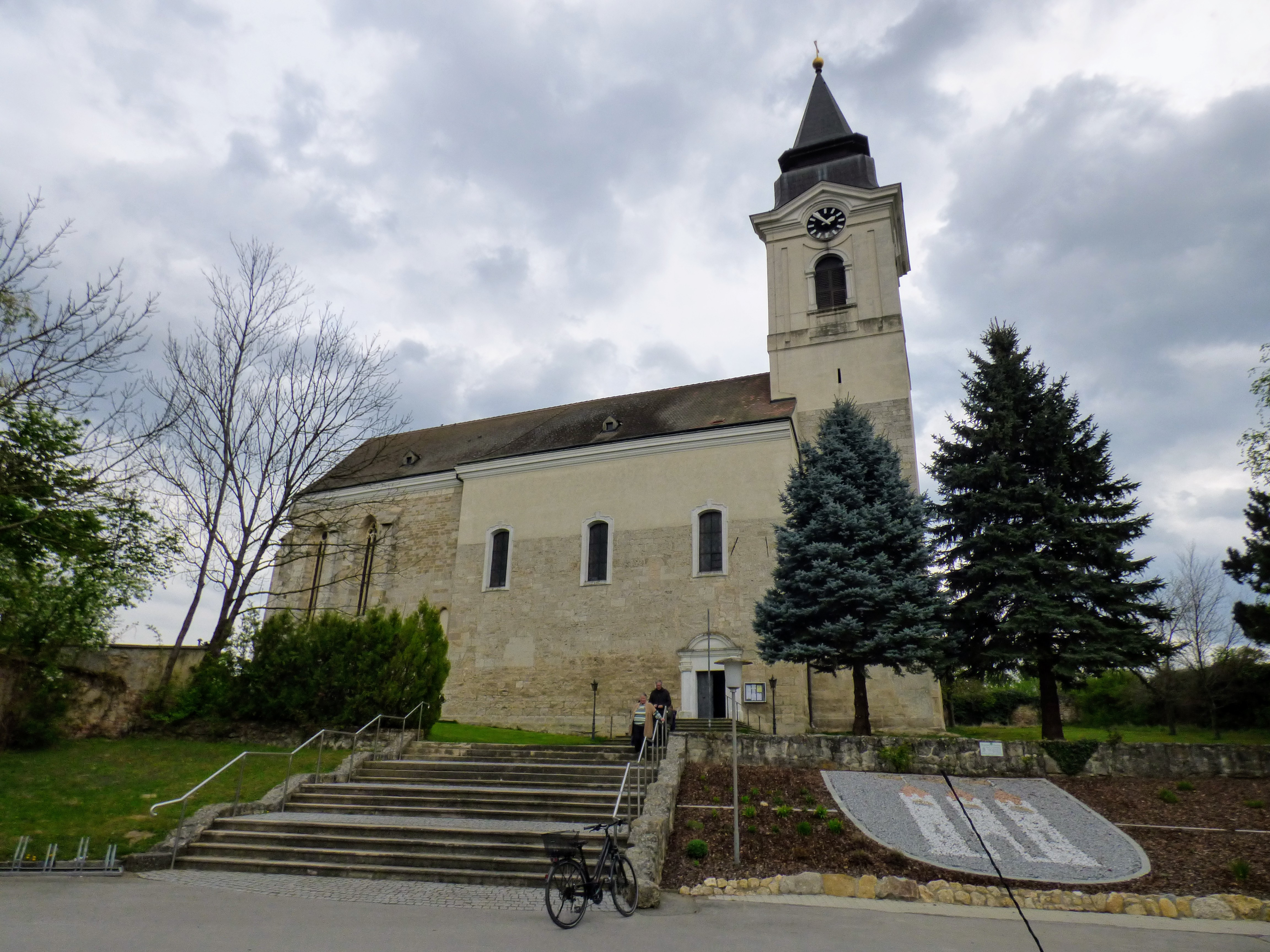
Katholische Pfarrkirche Mariä Himmelfahrt in Stronsdorf

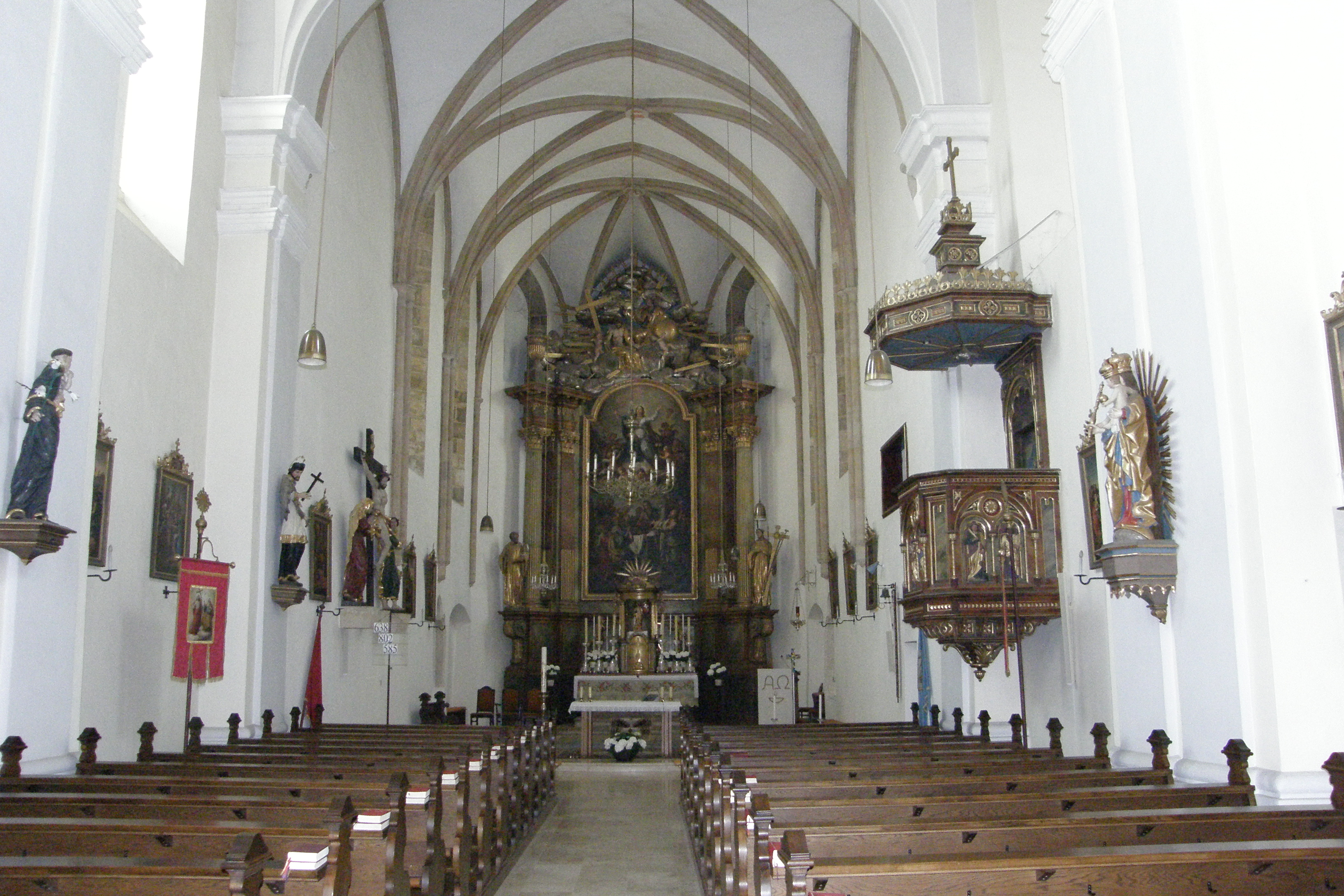
Langhaus, Blick zum Chor

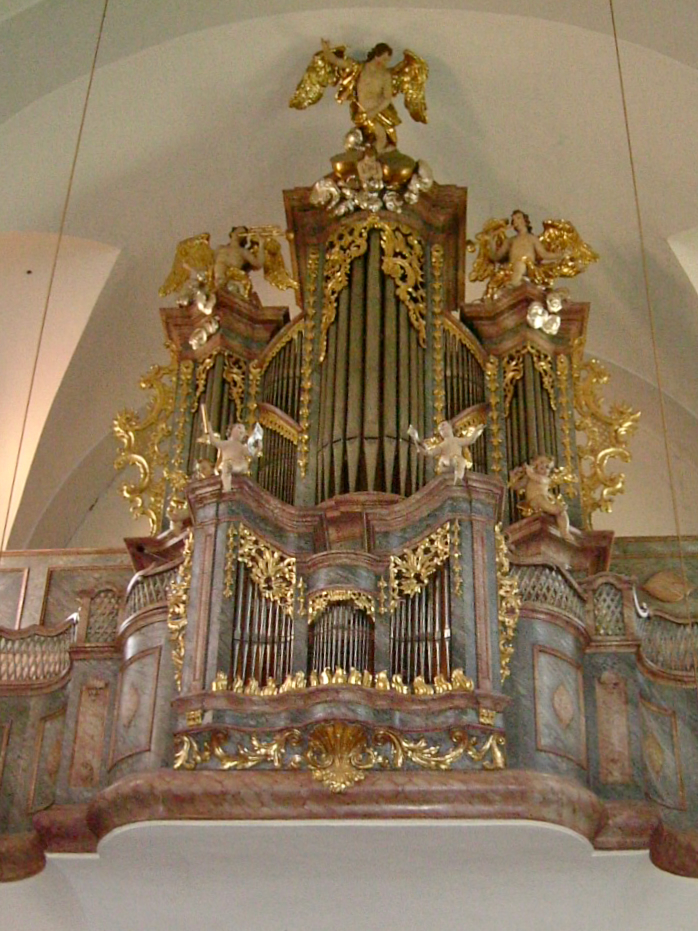
Vymola-Orgel von 1750

Die römisch-katholische Pfarrkirche Stronsdorf steht leicht erhöht am Südrand des Ortschaft Stronsdorf in der Marktgemeinde Stronsdorf im Bezirk Mistelbach in Niederösterreich. Die dem Patrozinium Mariä Himmelfahrt unterstellte Pfarrkirche gehört zum Dekanat Laa-Gaubitsch im Vikariat Unter dem Manhartsberg der Erzdiözese Wien. Die ehemalige Wehrkirche steht unter Denkmalschutz (Listeneintrag).

## Geschichte
Die Pfarre wurde vor 1160 gegründet. Von 1351 bis 1785 war die Kirche dem Stift Säusenstein inkorporiert.
Die gotische und wohl im Kern romanische Kirche wurde nach einem Brand 1721 beim Langhaus barock verändert.

## Architektur
Der Kirchenbau ist noch zum Teil von einer mittelalterlichen Wehrmauer mit dem Rest eines halbrunden Basteiturmes im Südwesten umgeben.
Das Kirchenäußere zeigt ein Langhaus mit einem nur gering eingezogenen Langchor hat ein Satteldach mit gleicher Trauf- und Firsthöhe und eine Fassade aus unverputztem Quadermauerwerk, das wohl im Kern romanische Langhaus ohne Strebepfeiler, der gotische Chor mit hohen abgetreppten Strebepfeilern. Das Langhaus hat barocke Segmentbogenfenster und ein Nordportal mit seitlichen Pilastern und einem Rundgiebel. Der Chor hat nordseitig ein vermauertes frühgotisches Spitzbogenfenster und zwischen den Strebepfeilern zweibahnige Spitzbogenfenster mit Dreipassmaßwerk im Polygon, teils vermauert. Der vorgestellte viergeschoßige wuchtige Westturm mit Schlitzfenstern hat unverputztes wohl romanisches Quadermauerwerk, ein barockes Glockengeschoß mit Lisenengliederung, er trägt eine glockenförmige Dachhaube. Südlich am Langhaus steht ein spätgotischer seitenschiffartiger Anbau mit einer östlich daran anschließenden breiteren oktogonalen barocken Kapelle mit einem Kuppeldach mit Laterne, daran östlich anschließend steht am Chor eine zweigeschoßige Sakristei mit einem kleinen vorgestellten Treppenturm, die südlichen Anbauten zeigen eine barocke Putzquaderritzung.
Das Kircheninnere zeigt ein dreijochiges Langhaus unter einer barocken Stichkappentonne über Doppelgurten auf Pilastern vor eingestellten Wandpfeilern. Die kreuzgratunterwölbte Westempore mit einer vorschwingenden Brüstun steht auf toskanischen Säulen. Der Triumphbogen ist rundbogig. Der zweijochige Chor mit einem Fünfachtelschluss hat Kreuzrippengewölbe mit Schlusssteinen auf Runddiensten mit Faltkonsolen, vorgelagert gibt es drei Rundvorlagen mit Kelchkapitellen. Seitlich in den Chorwänden gibt es eine Segmentbogennische sowie eine Dreipassnische als Sessionen. Unter dem Chor befindet sich eine tonnengewölbte Gruft. Das südliche dreijochige seitenschiffartige Kapelle hat Kreuzgratgewölbe und Segmentbogenfenster zum Langhaus, die Kapelle ist zur achtseitigen überhöhten achtseitigen Kapelle als Altarraum geöffnet, diese zeigt sich mit Eckpilastergliederung unter einer gedrückten Kuppel. Die Sakristei südlich am Chor hat eine Stichkappentonne und Wände mit Putzfeldgliederung, das Oratorium im Obergeschoß ist kreuzgratgewölbt.

## Einrichtung
Der Hochaltar als hohes klassizistisches Wandretabel über einem gekurvten Grundriss ist mit ionischen Säulen und Pilastern gegliedert, er zeigt das Altarblatt Mariä Himmelfahrt aus der zweiten Hälfte des 18. Jahrhunderts, die Aufsatzgruppe der heiligen Dreifaltigkeit hat seitlich Vasen, der Hochaltar trägt die Figuren der Heiligen Benedikt von Nursia und Bernhard von Clairvaux und einen Tempiettotabernakel mit Putten.
Der Kapellenaltar aus 1747 wurde von Hirsch von Stronsdorf gestiftet, er ist ein Doppelsäulenaltar mit Gebälk und einem Volutenauszug, er trägt in der Mittelnische eine gotische Schnitzfigur Maria mit Kind aus der Mitte des 15. Jahrhunderts und die Figuren der Heiligen Joachim und Anna sowie im Auszug der heiligen Dreifaltigkeit und einen Rokoko-Tabernakel mit Putten.
Im Chor steht eine bemerkenswerte Statuengruppe Kreuzigung mit Maria und Johannes aus dem frühen 18. Jahrhundert.

## Orgel
Die Orgel (1750) aus der Brünner Orgelbautradition stammt von Jan Vymola. Sie war ursprünglich für die Stiftskirche Säusenstein bestimmt. 1793 erweiterte sie Wenzel Okenfus um das Rückpositiv und zwei Pedalregister, darunter das Fagott. Auf Betreiben des Organisten Helmut Zant führte Ferdinand Salomon 1997 eine behutsame und aufwendige Restaurierung durch. Die Orgel hat ein marmoriertes Gehäuse mit Rocailledekor und Putten sowie drei großfigurigen musizierenden Engeln. Eine Glocke nennt Andreas Klein 1749.
| Hauptwerk C/E–c3 |              |  |
| Principal        | 8′           |  |
| Copel major      | 8′           |  |
| Biffara          | 8′ (ab c')   |  |
| Quintadena       | 8′           |  |
| Copel minor      | 4′           |  |
| Fugara           | 4′           |  |
| Nassata          | 4′           |  |
| Quinta           | 3′           |  |
| Superoktav       | 2′           |  |
| Quinta decima    | 1 ⁄2′        |  |
| Mixtur V         | 1'           |  |
| Stabene          | Calcantenruf |  |

| Rückpositiv C/E–c3 |    |  |
| Copel major        | 8′ |  |
| Principal          | 4′ |  |
| Copel minor        | 4′ |  |
| Fugara             | 4′ |  |

| Pedal C–a0     |     |  |
| Portunbass     | 16′ |  |
| Octavbass      | 8′  |  |
| Quintbass      | 6'  |  |
| Superoctavbass | 4′  |  |
| Fagottbass     | 8'  |  |

## Grabdenkmäler
- Im Chor befindet sich ein eingemauerter Wappenstein Hardegg.
- In der Seitenkapelle befindet sich eine Grabplatte mit einer reliefierten männlichen Figur mit einer Lanze über einem Löwen um 1200.